# Jacek Kalabiński

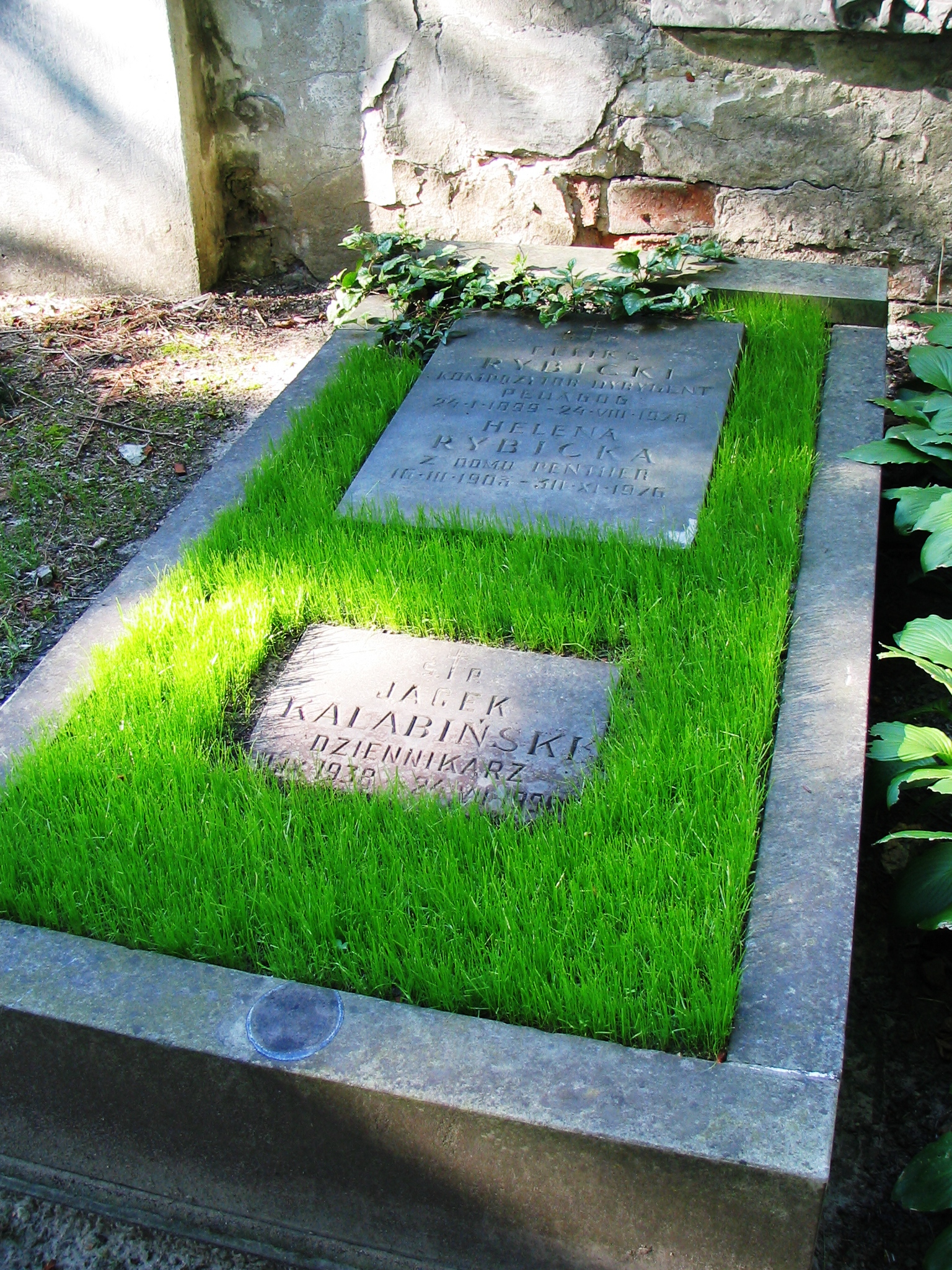
Grób Jacka Kalabińskiego i Feliksa Rybickiego na Powązkach; Warszawa, 27 lipca 2008

Jacek Kalabiński pseudonim Kassandra, Kass (ur. 11 września 1938 w Warszawie, zm. 24 lipca 1998 w Waszyngtonie) – polski dziennikarz prasowy, radiowy i telewizyjny.

## Życiorys
Syn Wacława Kalabińskiego (1896–1945), uczestnika powstania warszawskiego. Absolwent Wydziału Dziennikarstwa Uniwersytetu Warszawskiego (1955–1960). Specjalizował się w problematyce międzynarodowej. Bezpartyjny. W latach 1968–1981 w Polskim Radiu. 1980–1982 prezes Oddziału Warszawskiego Stowarzyszenia Dziennikarzy Polskich. 13 grudnia 1981 na liście internowanych. W marcu 1982 zwolniony z Polskiego Radia w ramach „weryfikacji” dziennikarzy w stanie wojennym. W latach 1982–1983 w miesięczniku “Więź”. Publikował w “Tygodniku Mazowsze” (pseudonimy Kassandra, Kass). We wrześniu 1983 wyjechał do USA (Yale University). Publikował w dziennikach amerykańskich i prasie polonijnej. W latach 1984–1990 Radio Wolna Europa (Nowy Jork, Waszyngton). Był waszyngtońskim korespondentem „Gazety Wyborczej” (1990–1997), „Rzeczpospolitej” (1998). Był również komentatorem BBC. Był tłumaczem przemówienia Lecha Wałęsy przed połączonymi izbami Kongresu Stanów Zjednoczonych („We, the people…”).
W 1991 został amerykańskim korespondentem „Gazety Wyborczej”. Według Barbary Kalabińskiej (żony Jacka) w 1997 został zwolniony z pracy w „Gazecie Wyborczej” ze względu na stan zdrowia. Na trzy tygodnie przed śmiercią został zatrudniony w „Rzeczpospolitej”. Paweł Ławiński podał inny powód zwolnienia Kalabińskiego z pracy w „Gazecie Wyborczej” – chęć wymiany korespondenta w Waszyngtonie. Spoczywa na cmentarzu Powązkowskim w Warszawie (kwatera pod murem ul. Powązkowskiej IV-19).
Opublikował m.in. Iran – nowe mocarstwo? (tom 312 serii wydawniczej Omega, Warszawa 1977).